# Administration postale des Nations unies
L’Administration postale des Nations unies (APNU, United Nations Postal Administration en anglais, Postverwaltung der Vereinten Nationen en allemand) est l’organisme des Nations unies qui prend en charge l’expédition du courrier de cet organisme international à partir de trois bureaux aux sièges de l’ONU à New York (États-Unis), Genève (Suisse) et Vienne (Autriche).
L’APNU est fondée par le vote de la résolution no 454 lors de la 5e session de l'Assemblée générale des Nations unies, le 16 novembre 1950. Elle est entrée en fonction le 1er janvier 1951. Et les premiers timbres en dollars, symboles de l’indépendance de l’ONU, sont émis le 24 octobre 1951.

## Les bureaux
Le premier bureau est aménagé au siège de l’ONU à New York et est géré par l’administration postale américaine. Mais le sujet et les figurés des timbres restent du choix des autorités onusiennes qui illustrent les actions de l’organisation et de grands thèmes communs aux peuples du monde (environnement, criminalité, hygiène et santé, etc.).
D’autres bureaux vont être ouverts en Europe pour les organismes de l’ONU sur ce continent. La poste française gère le bureau du siège parisien et émet les timbres de l’UNESCO depuis 1960. En 1969 est ouvert le bureau postal des Nations unies à Genève qui émet des timbres en francs suisses et légendés en français. En 1979 est ouvert le bureau de Vienne avec des timbres en shillings et légendés en allemand. Depuis 2001, les timbres de l’APNU à Vienne sont libellés en euros.
Les timbres sont souvent identiques entre les trois bureaux en dehors des légendes et valeurs faciales. Quelques thèmes voient des émissions de figurés différents entre les trois bureaux.

## La première émission de New York
Le secrétariat général de l’ONU avait imposé plusieurs règles aux imprimeurs et artistes souhaitant concourir pour cette première émission : les sujets devaient être apolitiques, donner le nom de l’Organisation des Nations unies dans les cinq langues (anglais, chinois, espagnol, français et russe).
Deux imprimeurs furent choisis : Thomas De La Rue & Co de Londres (connue en France pour le timbre Marianne de Dulac) et John Enschede & Sons aux Pays-Bas.
| Titre                                                  | valeur faciale       | Dessinateur                       |
| ------------------------------------------------------ | -------------------- | --------------------------------- |
| Peoples of the World Peuples du monde                  | 1 c. et 10 c.        | O.C. Meronti (Royaume-Uni)        |
| Headquarters Building Siège des Nations unies          | 50 c. et 1,5 $       | Leon Helguera (Mexique)           |
| Peace, Justice and Security Paix, justice et sécurité  | 2 c. et 1 $          | J.F. Doeve (Pays-Bas)             |
| United Nations Flag Drapeau des Nations unies          | 3 c., 15 c. et 25 c. | Ole Hamann (Danemark)             |
| Unicef                                                 | 5 c.                 | S.L. Hartz (Pays-Bas)             |
| World Unity Un monde uni                               | 20 c.                | Hubert Woyty-Wimmer (Royaume-Uni) |
| Plane and Dul                                          | 6 c. et 10 c.        | Ole Hamann (Danemark)             |
| Swallows and UN Emblem Hirondelles et emblème de l’ONU | 15 c. et 25 c.       | Olaf Mathies (Danemark)           |

Les timbres de poste aérienne furent mis en vente seulement le 14 décembre 1951 : le bateau qui les acheminait dut faire demi-tour à cause d’une grève des dockers de New York. Ils furent expédiés à l’APNU par avion.